# Petrus Apherdianus
Petrus Apherdianus (Pieter van Afferden)  (Wageningen ca. 1510 - 1580 of later) was een Nederlands humanist, latinist, en dichter.

## Leven en werk
Petrus Apherdianus werd rond 1510 te Wageningen geboren als Pieter van Afferden. Zijn familie was oorspronkelijk afkomstig uit het Limburgse Afferden.
Apherdianus was opperregent van het huis der Broeders des gemeenen levens te Harderwijk en rector van de Latijnse school aldaar, van 1556 tot 1562 was hij conrector van de Latijnse school te Amsterdam, van 1562 tot 1567 rector van de Latijnse school aan de Oudezijde, en vervolgens tot 1578 van die aan de Nieuwezijde. Hij verloor zijn baan als gevolg van de Alteratie; hij ging dus kennelijk niet over tot de Gereformeerde godsdienst.
Apherdianus publiceerde enkele werken, waarvan het bekendste “Tyrocinium linguae latinae” (Keulen 1545) was; een Latijns-Nederlands woordenboek geordend op onderwerp, een beetje te vergelijken met een hedendaags reiswoordenboek. Het werk werd in de meeste Latijnse scholen in Nederland, maar ook daar buiten, gebruikt en tot in 1653 herdrukt. Tegenwoordig geldt het boek nog steeds als nuttige bron voor het zestiende-eeuwse Nederlands. Uit zijn publicaties komt Apherdianus naar voren als een modern docent. Zo was hij van mening dat leren beter ging als het met plezier werd gedaan, en dat de leerling niet moest worden gestraft voor de tekortkomingen van een docent.
Behalve over Latijn publiceerde Apherdianus ook over het humanisme, en schreef hij enkele Latijnse gedichten en schoolzangen. Die laatste worden over het algemeen niet hoog aangeslagen.
De overlijdensdatum van Apherdianus is niet bekend. Zijn laatste publicatie deed hij in 1580, maar waarschijnlijk leefde hij nog in 1583.

## Publicaties
- “Tyrocinium linguae latinae”, Keulen 1545, Antwerpen 1552 en latere edities.
- “Methodus discendi formulas linguae latinae. Epigrammatum moralium”, Antwerpen 1560, Keulen 1580.
- “Institutio puerorum”, Antwerpen 1560.
- “Loci communes ex similibus et apophthegmatibus D. Erasmi”, Deventer 1577.
- “Disticha moralia”, Antwerpen 1578.